# Pfefferkornova vila
Pfefferkornova vila je rodinný dům továrníka Otto Pfefferkorna ve městě Hostinné.

## Historie
Vilu pro továrníka a spolumajitele Strojní tkalcovny v Dolní Kalné Otto Pfefferkorna navrhl německý stavitel a architekt Hermann Muthesius v roce 1923, kdy byla vila také postavena. Během druhé světové války byla rodina Pfefferkornových z domu vystěhována. Otto Pfefferkorn s manželkou zahynul v koncentračním táboře v Osvětimi, jejich dvě dcery ale válku přežily v Palestině a jedna z nich, dcera Hana, se po válce do vily vrátila. Sídlila v domě až do roku 2013, kdy zemřela.
V roce 2022 byla vila prohlášena kulturní památkou.

## Architektura
Vila se dvěma nadzemními podlažími, suterénem a podkrovím stojí na přibližně čtvercovém půdorysu a je kryta valbovou střechou s vikýři. Na jižní straně je v přízemí připojen poloválcový výklenek s polosloupy lemujícími velká členěná okna a prosklené dveře, které umožňují vstup do domu. Uvnitř je umístěna zimní zahrada a plochá střecha s kovovým zábradlím se užívá jako terasa . Druhý vstup do domu je umístěn na protilehlé, severní straně. Pískovcový portál je nesen krakorci a zakončen obloukem. V portálu jsou vsazeny dřevěné kazetové vstupní dveře.
Součástí památkové ochrany je také terasa se schodištěm, která navazuje na zimní zahradu.